# Luit Kannegieter
Luit Kannegieter (1947) is een Nederlands voormalig topkorfbalscheidsrechter.

## Carrière
Kannegieter was eerst actief in de voetbaltak, maar omdat zijn echtgenote Lenie Kannegieter in de jaren '80 in de hoofdmacht van PKC speelde, werd Luit korfbalscheidsrechter.
Zijn overstap naar de korfbal was zeer succesvol, want Kannegieter werd in 1993 en 1994 verkozen tot Scheidsrechter van het Jaar.
Daarnaast floot Kannegieter de Nederlandse zaalfinale van 1992.

## Internationaal
Kannegieter was ook internationaal scheidsrechter voor het IKF. Zo floot hij onder andere op de Wereldspelen van 1993.